# DU Crucis
DU Crucis är en ensam stjärna belägen i mellersta delen av stjärnbilden Södra korset. Den har en högsta skenbar magnitud av ca 7,45 och kräver en handkikare eller ett mindre teleskop för att kunna observeras. Baserat på parallax enligt Gaia Data Release 2 på ca 0,508 mas beräknas den befinna sig på ett avstånd av ca 8 500 ljusår (ca 2 600 parsec) från solen. Den rör sig närmare solen med en heliocentrisk radialhastighet av ca -21 km/s.

## Observation

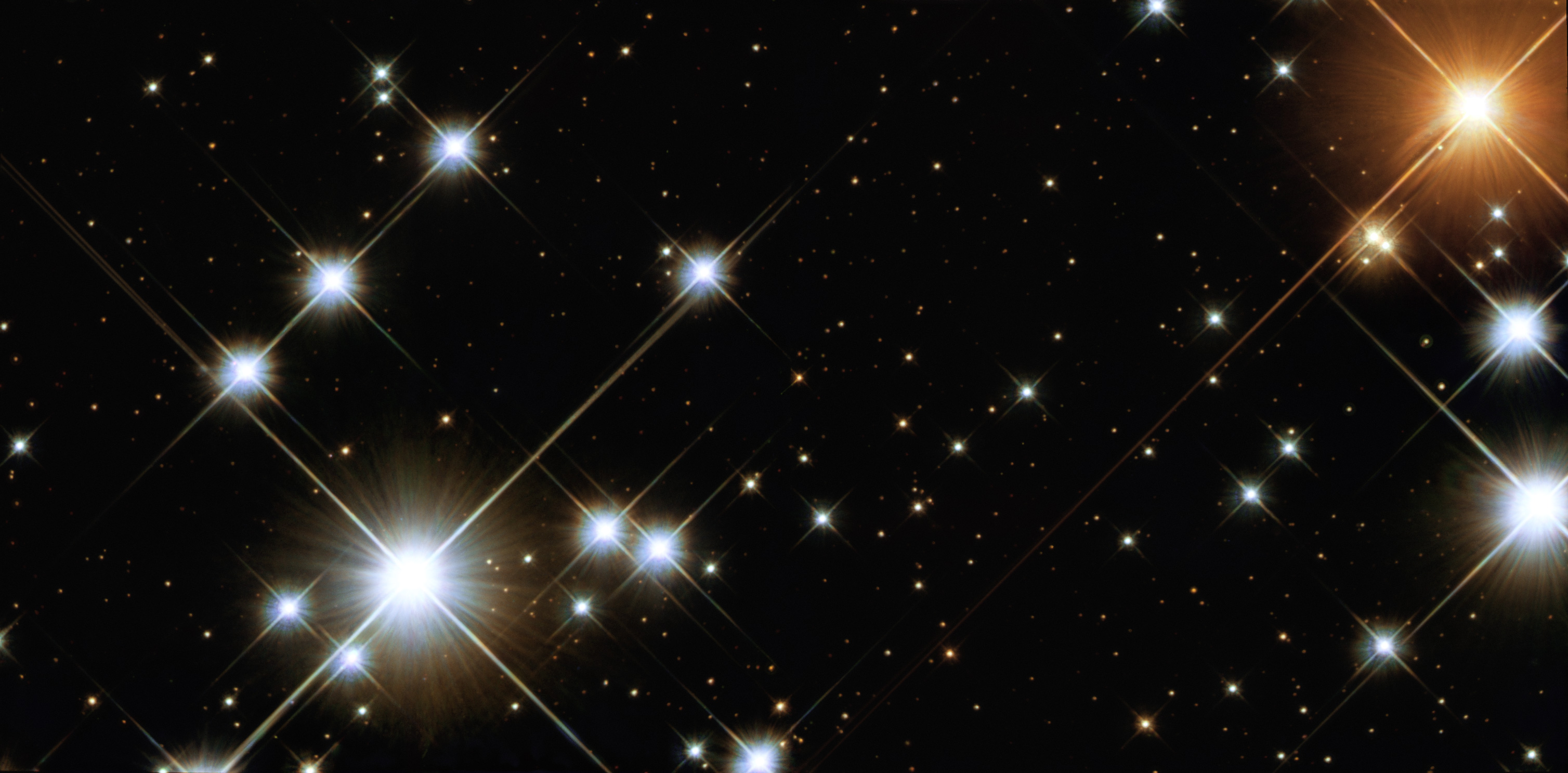
Centrum av NGC 4755, med 'DU Crucis uppe till höger. (Foto: NASA/ESA och Jesús Maíz Apellániz (Instituto de Astrofísica de Andalucía, Spanien).

DU Crucis är en av de ljusare medlemmarna i stjärnhopen Juvelskrinet och den ljusaste röda superjätten i stark kontrast till de andra ljusa medlemmarna som är blå superjättar. Det är en del av den centrala stapeln av den framträdande bokstaven A-formade asterismen i mitten av hopen. Stjärnhopen är en del av den större Centaurus OB1-föreningen och ligger på ett avstånd av ca 8 500 ljusår och strax sydost om Beta Crucis, den vänstra stjärnan i Södra korset.

## Egenskaper

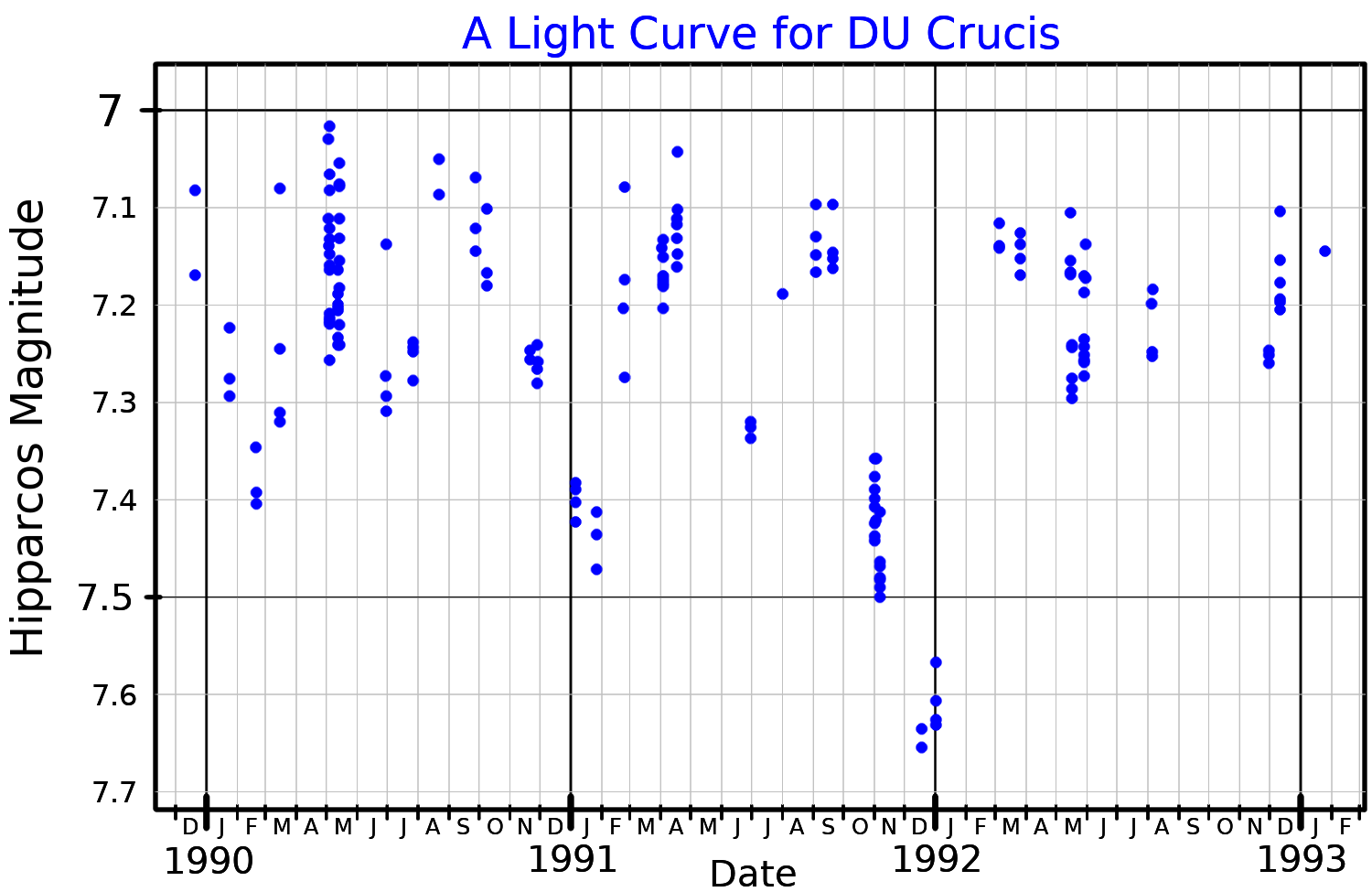
Ljuskurva för DU Crucis, anpassad från Hipparcos-data publicerade av Balona et al. (1992).

DU Crucis är en rödljusstark superjättestjärna av spektralklass M2 Iab. Den har en radie av ca 664 solradier och utsänder energi från dess fotosfär motsvarande ca 70 000 gånger solen vid en effektiv temperatur av ca 3 500 K. Fotometri från Hipparcos-uppdragt visar att DU Crucis varierar i ljusstyrka med en amplitud på 0,44 magnituder. Ingen periodicitet kunde fastställas för variationerna och den klassificeras som en långsam irreguljär variabel av typ Lc, vilket tyder på en superjätte.